# Зоран Соколовић
Зоран Соколовић (Лепена, код Књажевца, 1. јануар 1938 — Лепена, код Књажевца, 6. фебруар 2001) је био српски политичар.

## Биографија
Соколовић је рођен 1. јануара 1938. године, у селу Лепена, код Књажевца. Завршио је Пољопривредни факултет у Београду, а након дипломирања се запослио у Пољопривредној задрузи Вучје, где је 1964. године постао директор. Са положаја директора је отишао у политику. После неколико функција на општинском нивоу, постао је члан Централног комитета Савеза комуниста Србије. У време Осме седнице ЦК СКС, септембра 1987. године, био је председник Међуопштинске конференције СК Србије.
Након победе политичке струје Слободана Милошевића на Осмој седници ЦК СКС, Соколовић је постао један од предводника Антибирократске револуције, током 1988. године. Децембра 1989. године је постао последњи председник Скупштине СР Србије, а за време његовог мандата је септембра 1990. године донет нови Устав. Након првих вишестраначких избора у Србији, децембра 1990. године је постао народни посланик у Народној скупштини Србије и шеф посланичке групе Социјалистичке партије Србије (СПС).
Након смене Радмила Богдановића, маја 1991. године, постао је министар унутрашњих послова у Влади Републике Србије. Ову функцију обављао је до марта 1997. године у укупно пет влада — Драгутина Зеленовића, Радомана Божовића, Николе Шаиновића и првој влади Мирка Марјановића. Од марта 1997. до новембра 2000. године је обављао дужност савезног министра унутрашњих послова Југославије је у владама Радоја Контића и Момира Булатовића.
Извршио је самоубиство 6. фебруара 2001. године, у атару свог родног села, када је у својим колима Лада Нива из пиштоља ТТ пуцао себи у слепоочницу.